# Glașatai, Tărgoviște
Glașatai (în bulgară Глашатай) este un sat în comuna Antonovo, regiunea Tărgoviște,  Bulgaria. 

## Demografie
Componența etnică a satului Glașatai
     Turci (93,1%)
     Nicio identificare (6,89%)
     Altele (0%)
La recensământul din 2011, populația satului Glașatai era de 29 locuitori. Din punct de vedere etnic, majoritatea locuitorilor (93,1%) erau turci. Pentru 6,89% din locuitori nu este cunoscută apartenența etnică.